# Claudio Nardi
Claudio Nardi (Città di Castello, 1º ottobre 1965) è un pallavolista italiano.
Gioca nel ruolo di schiacciatore nella Pallavolo Città di Castello.

## Biografia
Cresciuto nella Pallavolo Città di Castello, ha conquistato con la formazione biancorossa la promozione in serie A2 nella stagione stagione 1986-87 e in serie A1 nella stagione 1990-91, disputando l'anno successivo il massimo campionato. Sempre con la maglia del Città di Castello ha giocato un'altra stagione in A2 prima di tornare in A1 con la Verona (1993-94). Dalla stagione 1994-95 è ritornato in A2 con il Volley Forlì, mentre nel 1996-97 ha disputato la stessa categoria con la maglia dell'Olimpia Sant'Antioco.
Successivamente ha giocato in serie B tra Città di Castello, Marsciano e Selci. È tornato a calcare i palasport di serie A2, di nuovo a Città di Castello, a partire dal 2010-11, facendo registrare alcune presenze anche nella 2011-12, a oltre 46 anni di età. 
Nel 1985, con la maglia della Nazionale italiana, ha conquistato la medaglia d'argento ai Campionati del mondo juniores disputati a Milano.